# Daniel H. Hastings

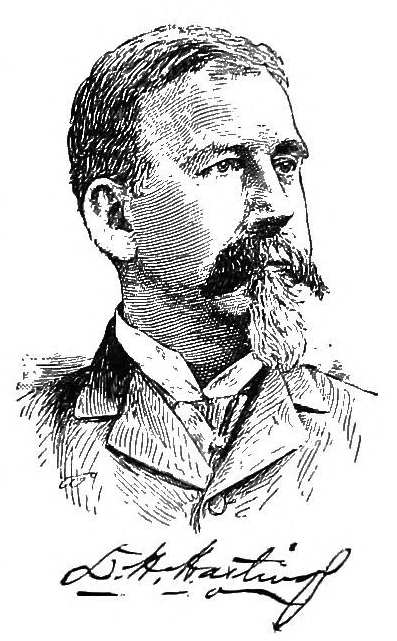
Daniel H. Hasting

Daniel Hartman Hastings (* 26. Februar 1849 in Salona, Clinton County, Pennsylvania; † 9. Januar 1903) war ein US-amerikanischer Politiker (Republikanische Partei) und von 1895 bis 1899 der 22. Gouverneur des Bundesstaates Pennsylvania.

## Frühe Jahre und politischer Aufstieg
Nach der Grundschule unterrichtete der junge Hastings selbst als Lehrer, vor allem in den Wintermonaten, während er im Sommer auf der elterlichen Farm aushalf. Später wurde er Hauptlehrer an der Bellefonte Highschool. Nach einem Jurastudium wurde er im Jahr 1875 als Rechtsanwalt zugelassen.
Hasting stieg schnell in die wichtigsten juristischen und gesellschaftlichen Kreise in Pennsylvania auf. Er erwarb Anteile an Kohlebergwerken und Banken. Unter Gouverneur James Beaver war er Leiter der Nationalgarde und machte sich durch die Hilfsmaßnahmen bei einem Hochwasser in Johnstown im Jahr 1889 einen guten Namen. Im Jahr 1890 strebte er die Nominierung seiner Partei für das Amt des Gouverneurs an. Er unterlag aber einem innerparteilichen Rivalen. Vier Jahre später wurde er nicht nur von seiner Partei nominiert, sondern auch von den Wählern in das Amt des Gouverneurs gewählt.

## Gouverneur von Pennsylvania
Daniel Hastings trat seine vierjährige Amtszeit am 15. Januar 1895 an. Er war der erste einer langen Reihe republikanischer Gouverneure in Pennsylvania. Erst im Jahr 1934 wurde mit George Howard Earle wieder ein Demokrat in dieses Amt gewählt. In seine Amtszeit fiel der Spanisch-Amerikanische Krieg von 1898. Der Gouverneur musste der Bundesregierung sowohl Soldaten als auch Material für diesen Krieg zur Verfügung stellen. Im Jahr 1897 wurde die staatliche Forstverwaltung (State Forestry Commission) gegründet. Damals wurde auch der Landwirtschaftsausschuss zu einem Landwirtschaftsministerium ausgebaut. Darüber hinaus wurde in Hastings’ Amtszeit die Steuergesetzgebung geändert. Erwähnenswert ist noch, dass das Kapitol in Harrisburg durch ein Feuer zerstört wurde.
Hastings durfte aufgrund einer Verfassungsklausel im Jahr 1898 nicht für eine direkte Wiederwahl kandidieren. Daher schied er am 17. Januar 1899 aus seinem Amt aus. Nach dem Ende seiner Amtszeit arbeitete er wieder als Rechtsanwalt. Er verstarb mit knapp 54 Jahren am 9. Januar 1903. Daniel Hastings war mit Jane Armstrong Rankin verheiratet, mit der er zwei Kinder hatte.